# Martjärnen, Hälsingland
Martjärnen är en sjö i Nordanstigs kommun i Hälsingland och ingår i Gnarpsån-Harmångersåns kustområde. Sjön har en area på 0,117 kvadratkilometer och ligger 34 meter över havet.

## Delavrinningsområde
Martjärnen ingår i det delavrinningsområde (687330-157948) som SMHI kallar för Mynnar i havet. Medelhöjden är 39 meter över havet och ytan är 6,12 kvadratkilometer. Räknas de 4 avrinningsområdena uppströms in blir den ackumulerade arean 45,32 kvadratkilometer. Avrinningsområdets utflöde Edsmyrån mynnar i havet. Avrinningsområdet består mestadels av skog (75 procent). Avrinningsområdet har 0,12 kvadratkilometer vattenytor vilket ger det en sjöprocent på 1,9 procent.